# John Zorn
John Zorn (sinh ngày 2 tháng 9 năm 1953) là một nhà soạn nhạc, nhà sản xuất, nhạc công saxophone và cũng là nhà đa nhạc cụ, góp mặt trong hàng trăm album với vai trò là người biểu diễn, soạn nhạc, và sản xuất. Zorn kết hợp nhiều phong cách âm nhạc trong các tác phẩm mà có thể gọi chung là avant-garde và nhạc thử nghiệm. Down Beat mô tả Zorn là "một trong những nhà soạn nhạc quan trọng nhất của chúng ta".
Sau khi phát hành nhiều album qua các hãng đĩa độc lập tại Mỹ và châu Âu, Zorn ký hợp đồng với Elektra Nonesuch và nhận được sự ca ngợi từ các nhà phê bình với việc phát hành The Big Gundown. Ông nhận được nhiều sự chú ý hơn nữa với hai album Spillane (1987), và Naked City (1989). Sau khi dành gần một thập kỷ di chuyển giữa Nhật Bản và Mỹ, Zorn chọn New York làm nơi định cư lâu dài và thành lập hãng đĩa Tzadik vào thập kỷ 1990.
Việc thành lập Tzadik cho phép Zorn tách mình ra khỏi ngành công nghiệp âm nhạc đại chúng và đảm bảo tiếp tục thu âm và phát hành nhạc phẩm mới, cũng như quảng bá cho tác phẩm của nhiều nghệ sĩ khác. Zorn dẫn đầu ban nhạc jazz/grindcore Naked City và Painkiller, ban nhạc klezmer/free jazz Masada, soạn nhạc cho các dàn nhạc cổ diễn, sản xuất nhạc cho các buổi opera, phim và tài liệu. Ông cũng lưu diễn tại châu Âu, châu Á, và Trung Đông, thường là tại các festival.